# 噤界：入侵日
《噤界：入侵日》（英語：A Quiet Place: Day One）是一部2024年美國末日幻想恐怖片，由麥可·薩爾諾斯基編導，約翰·卡拉辛斯基撰寫故事。該片為《噤界》第三部作品，也是系列前傳電影。主演包括露琵塔·尼詠歐、約瑟夫·奎因、艾力克斯·沃爾夫和杰曼·翰苏。
《噤界：入侵日》2024年6月28日於美國上映，由派拉蒙影業發行。

## 劇情
在紐約市外的安寧醫院，癌症末期的小莎與寵物貓佛羅多一起生活，她的興趣是寫詩，不喜歡噪音可達90分貝的市區。護理師魯本想帶小莎和病患們去城裡看木偶戲，為了說服她而答應請她吃披薩。表演結束後，魯本接到通知要求病患們上車撤離，此時一些物體如流星般著陸並造成破壞，民眾遭到外星生物襲擊。小莎在避難時被波及而昏迷，醒來後發現自己與佛羅多在木偶劇院裡。劇院裡聚集許多沉默不語的倖存者，其中之一亨利示意她保持安靜，以免被外星生物發現。
為了防堵外星生物，美國軍方將通往曼哈頓的橋樑炸斷，城裡民眾陷入孤立狀態。當晚，劇院的備用電源意外啟動並發出巨響，魯本雖將之關閉，卻也被外星生物殺死。小莎十分悲痛，但也決定不坐以待斃，死前至少要去哈林區吃到披薩。
小莎帶著佛羅多踏上旅程，途中遇到與她走反方向的大批民眾，他們試圖前往南街海港搭船撤離（因為外星生物不諳水性）。民眾移動的聲響引來外星生物，導致了一場大屠殺，小莎與佛羅多走散。一名英國法律留學生艾瑞克跟著佛羅多，結果與小莎相遇。艾瑞克得知小莎的事後執意跟隨她，兩人在前往哈林區的途中再度躲過外星生物的襲擊。期間，艾瑞克幫小莎取得芬太尼止痛貼片，並在讀了她的詩後深受感動。
小莎的父親以前常在俱樂部表演鋼琴，表演完後兩人會一起去附近的派西披薩店用餐。但如今派西披薩店已被破壞，小莎與艾瑞克暫時在那間俱樂部棲身。艾瑞克從另一家披薩店裡拿到完好的披薩，並在上頭寫上「派西」的字樣，與小莎一起吃，最後表演撲克牌魔術讓她露出笑容。小莎的心願達成後，艾瑞克看到一艘船正準備離港，打算與她離開此地，但小莎決定留下，並將外套和佛羅多交給艾瑞克。小莎讓汽車產生聲響來引開外星生物，艾瑞克則往港口直衝並跳進水裡，船上的亨利接他上船。艾瑞克在外套裡發現小莎留給他的紙條，內容寫著請他照顧佛羅多，並感謝他為她所做的。
最後，小莎戴著耳機在城裡漫步，感受著沒有人聲嘈雜的紐約。她心滿意足地將耳機線拔掉，歌曲Feeling Good大聲播放，一隻外星生物頓時出現在她的身後。

## 演員
- 露琵塔·尼詠歐飾演小莎（Sam）
- 約瑟夫·奎因飾演艾瑞克（Eric）
- 艾力克斯·沃爾夫飾演魯本（Reuben）
- 杰曼·翰苏飾演亨利（Henri）
- 丹尼斯·奧黑爾（英语：Denis O'Hare）飾演澤納（Zena）

## 製作
2020年11月，派拉蒙影業聘請傑夫·尼科爾斯編導一部根據約翰·卡拉辛斯基的構思為基礎的外傳電影，而卡拉辛斯基、麥可·貝、安德魯·福姆和布萊德·富勒將擔任製片人。2021年5月，卡拉辛斯基宣布劇本已經完成。2021年10月，尼科爾斯因創作分歧辭去導演一職。2022年1月，宣布麥可·薩爾諾斯基擔任導演職務，並會重寫劇本。2022年4月，派拉蒙影業於國際電影展CinemaCon標上正式公佈片名為。2022年11月，露琵塔·尼詠歐和約瑟夫·奎因洽談出演。

### 拍攝
主體拍攝於2023年2月6日開始進行。

## 發行
《噤界：入侵日》定於2024年6月28日美國上映。此前，曾定於2023年3月31日、2023年9月22日以及2024年3月8日。

## 外部連結
- 互联网电影数据库（IMDb）上《噤界：入侵日》的资料（英文）